# پارک ملی کابو د هرنوس
پارک ملی کابو د هرنوس (به اسپانیایی: Parque nacional Cabo de Hornos) یک پارک ملی در شیلی است که در استان جنوبگان شیلی واقع شده‌است.